# صالح بن عبد الرحمن السجستاني
أبو الوليد صالح بن عبد الرحمن السجستاني هو عامل أموي في العراق، استعمله الحجاج بن يوسف، ثم جعله سليمان بن عبد الملك عاملًا على الخراج في العراق في عام 697م.
كان مولى بنى تميم، أصله من سجستان.

## سيرته
أثناء حكم الحجاج بن يوسف على العراق، عمل صالح في الديوان في البصرة، وكانت لغة الديوان هي اللغة الفارسية، وكان صالح يجيد اللغة العربية والفارسية، فأمره الحجاج بتحويل سجلات الضرائب الفارسية إلى العربية عام 697م.
على الرغم من دوره الأساسي في الإدارة، لم يشغل صالح منصبًا رسميًا في ولاية الحجاج زمن الخلفاء عبد الملك والوليد. وكان يشار إليه باسم صاحب الديوان.

### ولايته على خراج العراق
بعد تولي سليمان بن عبد الملك الخلافة، عزل عمال وولاة الحجاج، بمن فيهم والي العراق يزيد بن أبي مسلم. وعين مكانه يزيد بن المهلب واليًا للعراق حربها وصلاتها، وولى صالح على الخراج. كانت دار الإمارة في البصرة مبنية باللبن والطين، فبناها صالح بالآجر والجص. عزله عمر بن عبد العزيز.
يقول المؤرخ مارتن سبرلينج: «صالح بن عبد الرحمن هو شخصية متميزة، ذات قدرة استثنائية». وكان من تلاميذه ابن المقفع، وعبد الحميد الكاتب.